# Шульга Сергій Павлович
Сергій Павлович Шульга (нар. 24 липня 1972, місто Кіровоград, тепер Кропивницький Кіровоградської області) — український діяч, начальник Управління СБУ в Кіровоградській області (в 2014 році), голова Кіровоградської обласної ради з 11 грудня 2020 по 25 квітня 2023 року.

## Життєпис
Здобув дві вищі освіти — педагогічну та юридичну: закінчив Кіровоградський державний педагогічний університет імені Володимира Винниченка та Академію праці і соціальних відносин Федерації профспілок України.
З 1993 по 2008 роки обіймав оперативні та керівні посади Управління СБУ в Кіровоградській області. Два роки був заступником начальника управління військової контррозвідки Управління СБУ в Південному регіоні.
У 2012—2014 роках — заступник, перший заступник, в.о. начальника Управління СБУ в Кіровоградській області.
З 19 квітня по 4 листопада 2014 року — начальник Управління СБУ в Кіровоградській області.
У 2015—2016 роках — заступник начальника з морської безпеки Іллічівської філії ДП «АМПУ». Потім працював заступником директора ТОВ «Новомиргородський цукор».
До грудня 2020 року — директор ТОВ «Агентство Безпеки Альфа-Центр» у місті Кропивницькому.
У жовтні 2020 року обраний депутатом Кіровоградської обласної ради від партії «Слуга народу».
З 11 грудня 2020 по 25 квітня 2023 року — голова Кіровоградської обласної ради.
Майстер спорту з радіопеленгації та спортивного орієнтування.